# Relations entre le Japon et le Pakistan
Le Japon et le Pakistan ont inauguré des relations diplomatiques le 28 avril 1952. Les relations entre le Japon et le Pakistan ont été fortes. Malgré quelques vicissitudes, les relations Japon-Pakistan n'ont cessé de croître dans l'intérêt mutuel des deux pays. Jusqu'à la fin des années 1950, le rapport était essentiellement celui de deux pays en voie de développement. Le Pakistan, étant la source principale du coton brut de l'industrie textile du Japon, était l'un de ses partenaires commerciaux importants. Les achats japonais ont d'autre part contribué à bâtir l'industrie textile du Pakistan. Dans les années 1960, le Japon, cependant, est réapparu comme une nation industrialisée moderne et a commencé à faire des prêts en Yens pour aider le Pakistan. L'aide japonaise a été doublée au Pakistan à la suite de l'invasion soviétique de l'Afghanistan. Le Japon, depuis lors, a été la source principale des aides économiques du Pakistan, le principal partenaire commercial et la source la plus importante des investissements étrangers.
Tokyo et Islamabad ont apprécié des relations cordiales tout au long de l'histoire. L'aide économique du Japon a joué un rôle très important dans le développement de l'infrastructure économique et sociale du Pakistan. Les projets principaux, qui ont été financés par le gouvernement du Japon, incluent le projet de l'autoroute de l'Indus, un certain nombre de projets d'énergie dans diverses provinces du Pakistan, un projet de construction de routes rurales et le projet d'hôpital pour enfants PIMS d'lslamabad.
Il y a eu un échange régulier des visites politiques entre les deux pays. Le Pakistan et le Japon ont établi des relations diplomatiques officielles le 28 avril 1952. Le cinquantième anniversaire de l'établissement des relations diplomatiques, conjointement célébré par les deux pays en 2002, fut une étape importante dans l'histoire de cette amitié. À partir de 1999, il y a au moins 10 000 Pakistanais vivants au Japon.